# Socarnes filicornis
Socarnes filicornis is een vlokreeftensoort uit de familie van de Lysianassidae. De wetenschappelijke naam van de soort is voor het eerst geldig gepubliceerd in 1866 door Heller.